# Kita (Tokio)
Kita (jap. 北区 Kita-ku) – jeden z 23 specjalnych okręgów (dzielnic) japońskiej stolicy, Tokio. Ma powierzchnię 20,61 km². W 2020 r. mieszkało w nim 355 501 osób, w 188 380 gospodarstwach domowych  (w 2010 r. 335 623 osoby, w 172 827 gospodarstwach domowych).